# 鯰橋村
鯰橋村（なまずばしむら）は、愛知県海東郡にかつてあった村。現在のあま市七宝町鯰橋に該当する。

## 沿革
- 明治22年（1889年）10月1日 - 町村制の施行により、鯰橋村が単独で自治体を形成。
- 明治23年（1890年）10月1日 - 伊福村・鷹居村・下ノ森村・徳実村と合併して改めて伊福村が発足。同日鯰橋村廃止。